# 渡部篤郎
渡部笃郎（1968年5月5日—），本名：，日本男演員，身高180公分，出生于日本东京新宿区。1995年，渡部以《靜静的生活》中出色的表演，获得日本电影金像奖最佳新人演员奖。其後，亦參演多部舞台剧的演出。

## 經歷
渡部篤郎高中休學後過著打工的生活，21歲時，在同事的介紹下，一時興起參加臨時演員的試鏡，因而步入藝能界。其後，加入丹波哲郎經營的演劇學校的「丹波道場」。
1997年，渡部在電視劇《危險情人》中的演出獲得第12回日劇學院賞最佳男配角獎，開始在戲劇圈受到關注。
1999年，渡部在《繼續》裡飾演性格刑警，為了替已逝的妹妹報仇，長年監視仇人，希望有朝一日能其逮捕歸案。劇中不管是性格陰暗面內心戲的部分、還是與女主角柴田純（中谷美紀 飾）的趣味互動表現皆極為搶眼，獲得冬季檔第20回日劇學院賞最佳男配角獎。同年，渡部初主演電視劇《迷宮》，又以此劇中精湛的演技獲得第21回日劇學院賞最佳男主角獎，亦是連續兩季皆獲肯定。翌年，渡部在天童荒太同名小說改編的《永遠的仔》劇中飾演小時遭受虐待長大後性格極度壓抑的男子，與中谷美紀、椎名桔平三人互飆演技，再次受到好評。同年，在冬季檔的話題劇《美麗人生》之中的演繹獲得第24回日劇學院賞最佳男配角，並在「讀者票」、「記者票」、和「評審票」三項全制霸。
2002年，在《不需要愛情的夏天》則飾演玩世不恭、負債上億的男公關，原本想藉由冒充眼盲女主角亞子（廣末涼子 飾）的失聯哥哥，以詐騙高額遺產，但原本不信任愛的男女主角兩人在相處之下卻漸漸產生愛意。渡部在劇中的細膩演繹獲諸多好評，但此劇在當時收視不理想，屬於叫好不叫座的類型。
2008年，渡部执导了个人首部长片《无言之冬》，影片入围第21届东京国际电影节竞赛单元，于2010年2月在日本全国上映。
2009年，主演NHK連續劇《外事警察》，2012年主演電影版《外事警察 別被這男人騙了》。

## 個人生活
1994年與模特兒出身的村上里佳子因合作「湘南女子宿舍物語」相識而結婚，該年第一個兒子出生；兩人於2005年12月結束11年婚姻關係。期間與女演員中谷美紀交往了近15年，2015年夏天結束戀情。

## 演出作品

### 電視劇
| 日文名稱                                                          | 中文名稱                                                 | 播放日期                       | 飾演角色（粗體字為主演）                     | 播放電視台  | 備註                         |
| ----------------------------------------------------------------- | -------------------------------------------------------- | ------------------------------ | -------------------------------------------- | ----------- | ---------------------------- |
| 大河ドラマ 独眼竜政宗                                             | 大河劇《獨眼龍政宗》                                     | 1987年1月4日 - 12月13日        | 伊達家足輕                                   | NHK         | 以「渡部篤」名義參演         |
| 泣くなセン!燃える男 〜星野仙一物語                                |                                                          | 1988年12月31日                 |                                              | TBS         | 以「渡部篤」名義參演         |
| 特警ウインスペクター                                              |                                                          | 1990年6月24日                  | 森川昭夫                                     | 朝日電視台  | 以「渡部篤」名義參演。第21話 |
| 平清盛                                                            | 平清盛                                                   | 1992年1月1日                   | 平重盛                                       | TBS         |                              |
| 北の国から '92巣立ち                                              | 來自北國／從北國來／北國之戀                             | 1992年5月22日、23日            | 高木(純在東京時的同學)                       | 富士電視台  |                              |
| 月曜ドラマ、イン 湘南女子寮物語                                   | 湘南女子宿舍物語                                         | 1993年7月5日 - 9月20日         | 大元鐵男                                     | 朝日電視台  |                              |
| NHK大河ドラマ 琉球の風                                            | 大河劇《琉球之風》                                       | 1993年1月10日 - 6月13日        | 楊啓山                                       | NHK         |                              |
| 愛の天使                                                          | 愛的天使                                                 | 1994年7月4日 - 9月30日         | 潤                                           | 東海電視台  |                              |
| 12時間超ワイドドラマ 徳川剣豪伝 それからの武蔵                    |                                                          | 1996年1月2日                   | 宮本伊織                                     | 東京電視台  |                              |
| 外科医柊又三郎2                                                   | 外科醫生柊又三郎２                                       | 1996年10月17日 - 12月19日      | 矢島兆次                                     | 朝日電視台  |                              |
| 月の船                                                            | 月之船                                                   | 1996年11月20日 - 12月25日      | 白井學                                       | NHK綜合頻道 |                              |
| 大河ドラマ 毛利元就                                               | 大河劇《毛利元就》                                       | 1997年1月5日 - 12月14日        | 毛利興元                                     | NHK         |                              |
| 危險情人                                                          | 危險情人                                                 | 1997年1月6日 - 3月10日         | 三枝辰也                                     | 讀賣電視台  |                              |
| ベストパートナー                                                  | 最佳拍檔                                                 | 1997年10月12日 - 12月21日      | 鈴木一郎                                     | TBS         |                              |
| ラブ・アゲイン                                                    | Love Again                                               | 1998年4月16日 - 6月11日        | 大垣裕太                                     | TBS         |                              |
| 剣客商売 第1期                                                    | 劍客生涯１                                               | 1998年10月14日 - 12月16日      | 秋山大治郎                                   | 富士電視台  |                              |
| なにさまっ!                                                       | 你以為你是誰！                                           | 1998年10月11日 - 12月20日      | 岡野明                                       | TBS         |                              |
| ケイゾク                                                          | 繼續                                                     | 1999年1月8日 - 3月19日         | 真山徹                                       | TBS         |                              |
| ラビリンス                                                        | 迷宮                                                     | 1999年4月21日 - 6月30日        | 野崎悠一郎(欲復仇的醫生)                     | 日本電視台  |                              |
| ケイゾク / 特別篇（ファントム）〜死を契約する呪いの木〜           | 繼續 特別篇 ～死亡契約 詛咒之樹                          | 1999年12月24日                 | 真山徹                                       | TBS         |                              |
| 剣客商売 第2期                                                    | 劍客生涯２                                               | 1999年12月8日 - 2000年3月15日  | 秋山大治郎                                   | 富士電視台  |                              |
| ビューティフルライフ〜ふたりでいた日々〜                          | 美麗人生                                                 | 2000年1月 - 3月                | 町田正夫(女主角的憨厚老哥)                   | TBS         |                              |
| 永遠の仔                                                          | 永遠的仔／永遠的小孩                                     | 2000年4月10日 - 5月29日        | 長瀨笙一郎(モウル)                           | 讀賣電視台  |                              |
| 百年の物語 第3夜 Only Love                                        | 百年物語 第3夜「現代篇・Only Love」                      | 2000年8月30日                  | 八代伸次(剛假釋出獄又瘸腳的落魄失意前拳擊手) | TBS         |                              |
| 三億円事件〜20世紀最後の謎〜                                      | 三億元事件～20世紀最後之謎                               | 2000年12月30日                 |                                              | 富士電視台  |                              |
| 大河ドラマ 北条時宗                                               | 大河劇《北條時宗》                                       | 2001年1月7日 - 12月9日         | 北條時輔                                     | NHK         |                              |
| 恋がしたい恋がしたい恋がしたい                                    | 好想好想談戀愛                                           | 2001年7月1日 - 9月9日          | 赤井涼介                                     | TBS         |                              |
| 明るいほうへ 明るいほうへ 童謡詩人・金子みすヾ                    | 邁向光明的方向～童謠詩人金子美鈴                         | 2001年8月27日                  | 桐原稲彦                                     | TBS         |                              |
| First Love                                                        |                                                          | 2002年4月17日 - 6月26日        | 藤堂直                                       | TBS         |                              |
| 愛なんていらねえよ、夏                                            | 不需要愛情的夏天                                         | 2002年7月12日 - 9月13日        | 白鳥禮治                                     | TBS         |                              |
| 幸福の王子                                                        | 幸福的王子                                               | 2003年7月2日 - 9月10日         | 與田良平                                     | 日本電視台  |                              |
| 恋文 〜私たちが愛した男〜                                         | 戀文～我們愛過的男人                                     | 2003年10月8日 - 12月19日       | 竹原將一                                     | TBS         |                              |
| 新春ワイド時代劇 国盗り物語                                       | 國盜物語                                                 | 2005年1月2日                   | 明智光秀                                     | 東京電視台  |                              |
| 大化改新                                                          | 大化革新                                                 | 2005年1月3日                   | 蘇我入鹿                                     | NHK         |                              |
| 古都                                                              | 古都                                                     | 2005年2月5日                   | 大友秀男                                     | 朝日電視台  |                              |
| 二十四の瞳                                                        | 二十四之瞳                                               | 2005年8月2日                   |                                              | 日本電視台  |                              |
| 巷説百物語 狐者異                                                 | 巷說百物語 狐者異                                        | 2005年3月27日                  | 又市                                         | WOWOW       |                              |
| TBSテレビ放送50周年特別企画「里見八犬伝」                         | TBS五十周年特別企畫 新春特別篇《里見八犬傳》             | 2006年1月2日･3日               | 大法師（金碗大輔孝德）                       | TBS         |                              |
| 白夜行                                                            | 白夜行                                                   | 2006年1月12日 - 3月23日        | 松浦勇(脅迫年輕男子賣春的孤獨男子)           | TBS         | 特別演出                     |
| 戦国自衛隊 関ヶ原の戦い                                           | 戰國自衛隊                                               | 2006年1月31日・2月7日          | 嶋村拓也                                     | 日本電視台  |                              |
| 巷説百物語 飛縁魔                                                 | 巷說百物語 飛緣魔                                        | 2006年3月26日                  | 又市                                         | WOWOW       |                              |
| 天と地と                                                          | 天與地                                                   | 2008年1月6日                   | 武田信玄                                     | 朝日電視台  |                              |
| ROOKIES                                                           | 教頭當家／菜島總動員／不良學園                           | 2008年4月19日、26日            | 吉田實                                       | TBS         | 特別演出                     |
| Room Of King                                                      | 房屋爭奪戰／我為屋狂                                     | 2008年10月4日 - 11月29日       | 真島洋平                                     | 富士電視台  |                              |
| ゴッドハンド輝                                                    | 天生妙手                                                 | 2009年4月11日 - 5月16日        | 安田潤司                                     | TBS         |                              |
| 結党!老人党                                                       | 結黨！老人黨                                             | 2009年8月9日                   | 宮下雄太                                     | WOWOW       |                              |
| 外事警察                                                          | 外事警察                                                 | 2009年11月14日 - 12月19日      | 住本健司                                     | NHK         | 主演                         |
| 松本清張生誕100年記念 スペシャルドラマ 「火と汐」                 | 松本清張生誕100年紀念 特別電視劇《火與汐》               | 2009年12月21日                 | 芝村健介(シバムラ精機社長)                   | TBS         |                              |
| まっすぐな男                                                      | 率直男人／直男                                           | 2010年1月12日 - 3月16日        | 矢部典夫                                     | 關西電視台  |                              |
| 横山秀夫サスペンス                                                | 橫山秀夫懸疑四部曲第四部／橫山秀夫推理第四部「他人的家」 | 2010年3月                      | 貝原英治                                     | WOWOW       |                              |
| 美しい隣人                                                        | 美麗鄰人／美人鄰居                                       | 2011年1月                      | 矢野慎二                                     | 關西電視台  |                              |
| 再生巨流                                                          | 再生巨流／再生巨流                                       | 2011年3月                      | 吉野公啓                                     | WOWOW       |                              |
| 明日をあきらめない…がれきの中の新聞社～河北新報のいちばん長い日～ |                                                          | 2012年3月4日                   | 武田真一                                     | 東京電視台  |                              |
| 背の眼                                                            | 背之眼                                                   | 2012年3月31日                  | 真備庄介                                     | BS日視      |                              |
| 東京全力少女                                                      | 東京全力少女                                             | 2012年10月10日－2012年12月19日 | 鈴木卓也                                     | 日本電視台  |                              |
| 女と男の熱帯                                                      | 女與男的熱帶                                             | 2013年1月20日 - 2月24日        | 進藤悟史                                     | WOWOW       |                              |
| ST 警視庁科学特捜班                                               | ST 警視廳科學特搜班                                      | 2013年4月10日                  | 三枝俊郎                                     | 日本電視台  |                              |
| クロコーチ                                                        | 黑河內／黑教練                                           | 2013年10月11日                 | 澤度一成                                     | TBS         |                              |
| ビター・ブラッド〜最悪で最強の親子刑事〜                          | Bitter Blood／Partners by Blood菜鳥警探 我兒子           | 2014年4月15日 - 6月24日        | 島尾明村                                     | 富士電視台  |                              |
| ST 赤と白の捜査ファイル                                           | ST 紅與白的搜查檔案                                      | 2014年7月16日 - 9月17日        | 三枝俊郎                                     | 日本電視台  |                              |
| アウトバーン マル暴の女刑事・八神瑛子                             | Out Burn ～暴力女刑事・八神瑛子～                        | 2014年8月9日                   | 富永昌弘                                     | 富士電視台  |                              |
| 翳りゆく夏                                                        | 綁匪的女兒／恐怖的夏夜／陰暗的夏天                       | 2015年1月18日 - 2月15日        | 梶秀和                                       | WOWOW       |                              |
| 銭の戦爭                                                          | 錢的戰爭                                                 | 2015年1月6日 - 3月17日         | 赤松大介                                     | 關西電視台  |                              |
| 天使と悪魔-未解決事件匿名交渉課-                                  | 天使與惡魔-未解決事件匿名交涉課-                         | 2015年4月10日 - 6月15日        | 茶島龍之介                                   | 朝日電視台  |                              |
| デザイナーベイビー                                                | Designer baby                                            | 2015年9月22日 - 11月10日       | 須佐見誠二郎                                 | NHK綜合頻道 |                              |
| 黑蜥蜴                                                            | 黑蜥蜴                                                   | 2015年12月22日                 | 明智小五郎                                   | 富士電視台  |                              |
| お義父さんと呼ばせて                                              | 讓我稱呼岳父大人                                         | 2016年1月19日 - 3月15日        | 花澤紀一郎                                   | 富士電視台  | 與遠藤憲一雙主演             |
| 不沉の太陽                                                        | 不沉的太陽                                               | 2016年5月8日 - 9月25日         | 行天四郎                                     | WOWOW       |                              |
| ON 異常犯罪捜査官・藤堂比奈子                                     | ON 異常犯罪搜查官·藤堂比奈子                             | 2016年7月12日 - 9月6日         | 厚田巌夫                                     | 富士電視台  |                              |
| 警視庁いきもの係                                                  | 警視廳生物系                                             | 2017年7月9日 - 9月10日         | 須藤友三                                     | 富士電視台  |                              |
| パパ活                                                            | 大叔幫幫我                                               | 2017年10月12日                 | 栗山航                                       | 富士電視台  |                              |
| シグナル 長期未解決事件捜査班                                     | Signal 長期未解決事件搜查班                              | 2018年4月10日 - 6月12日        | 中本慎之助                                   | 富士電視台  |                              |
| ハゲタカ                                                          | 禿鷲                                                     | 2018年7月19日                  | 芝野健夫                                     | 朝日電視台  |                              |
| 大誘拐2018                                                        | 大誘拐2018                                               | 2018年12月14日                 | 井狩大五郎                                   | 東海電視台  |                              |
| ルパンの娘 第1季                                                  | 魯邦的女兒1                                              | 2019年7月11日 - 9月26日        | 三雲尊                                       | 富士電視台  |                              |
| ルパンの娘 第2季                                                  | 魯邦的女兒2                                              | 2020年10月15日 - 12月10日      | 三雲尊                                       | 富士電視台  |                              |
| 黒革の手帖～拐帯行～                                              | 黑色皮革手冊SP～拐帶行～                                 | 2021年1月7日                   | 神代周吾                                     | 朝日電視台  |                              |
| どうする家康                                                      | 大河劇《怎麼辦家康》                                     | 2023年1月 - 12月               | 關口氏純                                     | NHK         |                              |
| 大病院占拠                                                        | 佔領大醫院                                               | 2023年1月14日 - 3月18日        | 備前武                                       | 日本電視台  |                              |
| ノッキンオン・ロックドドア                                        | 敲響密室之門                                             | 2023年7月29日 - 9月23日        | 天川考四郎                                   | 朝日電視台  |                              |
| イップス                                                          | YIPS 易普症                                              | 2024年5月10日                  | 板野恭二                                     | 富士電視台  | 第5話                        |
| ゲームの名は誘拐                                                  | 綁架遊戲                                                 | 2024年6月9日 - 6月30日         | 葛城勝俊                                     | WOWOW       |                              |
| あのクズを殴ってやりたいんだ                                      | 好想把那個人渣狠揍一頓                                   | 2024年10月8日 - 12月10日       | 羽根木成                                     | TBS         |                              |
| 幸せカナコの殺し屋生活                                            | 加奈子的幸福殺手生活                                     | 2025年2月28日                  | 殺手公司社長                                 | DMM TV      |                              |
| Dr.アシュラ                                                       | 醫師阿修羅                                               | 2025年4月16日 - 6月25日        | 多聞真                                       | 富士電視台  |                              |
| 怪物                                                              | 怪物                                                     | 2025年7月6日 -                 | 八代正義                                     | WOWOW       |                              |

### 电影
| 日文名稱                                 | 中文名稱                             | 播放日期       | 飾演角色（粗體字為主演）                 | 電影公司                     | 備註                                    |
| ---------------------------------------- | ------------------------------------ | -------------- | ---------------------------------------- | ---------------------------- | --------------------------------------- |
| 妖女伝説'88                              | 妖女傳說'88                          | 1988年9月23日  |                                          |                              | 以「渡部篤」名義參演                    |
| 橋のない川                               |                                      | 1992年5月23日  | 畑中孝二                                 | 東寶                         |                                         |
| ナースコール                             |                                      | 1993年1月30日  | 柴田雄一                                 | 東寶                         |                                         |
| 虹の橋                                   | 虹之橋                               | 1993年10月9日  |                                          | 東寶                         | 第6屆東京國際電影節特別招待作品         |
| レッスン LESSON                          | 課                                   | 1994年6月25日  |                                          | 電通映像事業部               |                                         |
| 復讐の帝王                               | 復仇的帝王                           | 1995年8月12日  | 主演                                     | シネマパラダイス             |                                         |
| 静かな生活                               | 安靜的生活／靜靜的生活               | 1995年9月29日  | イーヨー                                 | 東寶                         | 日本電影金像獎最佳新人男演員獎          |
| スワロウテイル                           | 燕尾蝶                               | 1996年9月14日  | ラン                                     |                              |                                         |
| 愛する                                   | 愛                                   | 1997年10月4日  | 吉岡努                                   | 日活                         | 第25屆蒙特婁競賽類參賽片                |
| 綠之街                                   | 綠之街                               | 1998年1月31日  |                                          | ファーイーストクラブ         |                                         |
| JOKER 厄病神                             |                                      | 1998年5月30日  | ヒロシ                                   | ギャガ・コミュニケーションズ |                                         |
| 落下する夕方                             | 沉落的黃昏                           | 1998年11月17日 | 藪內健吾                                 | 松竹                         |                                         |
| heat after dark ヒート・アフター・ダーク | 暗夜後的激動                         | 1999年5月8日   | 主演                                     | 日活                         | 兼製作                                  |
| ケイゾク／映画 Beautiful Dreamer         | 繼續（電影版）Beautiful Dreamer      | 2000年3月4日   | 真山徹                                   | 東寶                         |                                         |
| 狗神                                     | 狗神                                 | 2001年1月27日  | 奴田原晃                                 | 東寶                         |                                         |
| 大河の一滴                               |                                      | 2001年9月1日   | 榎本昌治                                 | 東寶                         |                                         |
| ゼブラーマン                             | 斑馬人／斑馬超人                     | 2004年2月14日  | 及川                                     | 東映                         | 特攝片                                  |
| 最後の恋、初めての恋                     | 最後的愛，最初的愛                   | 2003年12月20日 | 早瀨高志                                 | 松竹                         | 日中合作                                |
| 美しい夜、残酷な朝 「box」               | 三更之盒葬                           | 2005年5月14日  |                                          | 角川映画                     |                                         |
| 阿修羅城の瞳                             | 阿修羅城之瞳                         | 2005年4月16日  | 安倍邪空                                 | 松竹                         |                                         |
| いらっしゃいませ、患者さま。             | 歡迎光臨，患者們／歡迎光臨，患者大人 | 2005年6月4日   | 近馬仲喜                                 | 松竹                         |                                         |
| 2/2                                      | 2/2                                  | 2005年10月1日  | 矢澤圭                                   | ティ・ジョイ                 |                                         |
| ちゃんこ                                 | 相撲鍋                               | 2006年3月18日  | 松川敏之                                 | ティ・ジョイ                 |                                         |
| 水霊 ミズチ                              | 水靈                                 | 2006年5月27日  | 岡祐一                                   | トルネード・フィルム         |                                         |
| 茶々 天涯の貴妃                          | 淀君日記／茶茶 天涯的貴妃            | 2007年12月22日 | 豐臣秀吉                                 | 東映                         |                                         |
| 愛のむきだし                             | 愛的曝光                             | 2009年1月31日  | 本田哲                                   | ファントム・フィルム         |                                         |
| コトバのない冬                           | 無語之冬／無言的冬季                 | 2010年2月      | 門倉涉                                   | Laetitia Film                | 初次執導作品 入圍第21回東京國際影展競賽 |
| 重力ピエロ                               | 重力小丑                             | 2009年5月23日  | 葛城由起夫                               |                              |                                         |
| レイトン教授と永遠の歌姫                 | 雷頓教授與永遠的歌姬                 | 2009年12月19日 | 擔任迪斯科爾（ジャン・デスコール）的配音 | 東寶                         | 動畫片                                  |
| てぃだかんかん〜海とサンゴと小さな奇跡〜 |                                      | 2010年4月24日  | 綠川靖治                                 | ショウゲート                 |                                         |
| 岳-ガク-                                 |                                      | 2011年         | 牧英紀                                   | 東寶                         |                                         |
| ハードロマンチッカー                     |                                      | 2011年11月26日 |                                          | 東映                         |                                         |
|                                          | 金陵十三釵                           | 2011年         | 長谷川大佐                               | 北京新画面影业公司           |                                         |
| 外事警察 その男に騙されるな              | 外事警察 別被這男人騙了              | 2012年         | 住本健司                                 | 東映                         | 主演                                    |
| 探偵はBARにいる2 ススキノ大交差点        | 泡吧偵探2                            | 2013年         | 橡脇孝一郎                               | 東映                         |                                         |
| R100                                     | R100                                 | 2013年         | 岸谷                                     | 日本華納                     |                                         |
| マスカレード・ホテル                     | 假面飯店                             | 2019年1月18日  | 稻垣                                     | 東寶                         |                                         |
| マスカレード・ナイト                     | 假面飯店2：假面之夜                  | 2021年9月17日  | 稻垣龍男                                 | 東寶                         |                                         |
| 劇場版 ルパンの娘                        | 劇場版 魯邦的女兒                    | 2021年10月15日 | 三雲尊                                   | 東映                         |                                         |

### OV
- 円都 YEN TOWN（1996年）

### 其他電視節目
- いのちの響（TBS電視台）
- 徹子の部屋（朝日電視台）
- はなまるマーケット（TBS電視台）
- メレンゲの気持ち（日本電視台）
- スタジオパークからこんにちは（NHK電視台）
- 王様のブランチ（TBS電視台）
- 笑っていいとも!秋の祭典SP（2008年10月6日，富士電視台）
- バニラ気分! マツケン・今ちゃん・オセロのGO!GO!サタ（2008年11月22日，富士電視台）- 來賓

### 遊戲
- 雷頓教授與魔神之笛（レイトン教授と魔神の笛）（由LEVEL-5開發的任天堂DS用冒險遊戲）擔任迪斯科爾（ジャン・デスコール）的配音[3]。
- 雷顿教授与奇迹假面 － 简·迪斯科爾[4]

### 其他
- PV / こわれたこころ（中谷美紀） - 導演
- PV / Air Pocket（中谷美紀） - 導演
- PV / 夢のうた/ふたりで…（悲夢之歌/我倆…）（倖田來未）(2006)
- 自製電影 / コトバのない冬（無語之冬／無言的冬季）（2008） - 導演